# Flughafen Maisí

i7
i11
i13
Der Aeropuerto Alfredo Noa Díaz (auch: „Aeropuerto de Punta De Maisí“, IATA-Code: UMA, ICAO-Code: MUMA) ist ein Flughafen in der kubanischen Stadt Maisí (Provinz Guantánamo). Er dient der regionalen Anbindung der Stadt und der Region.

## Lage
Der Flughafen liegt im Osten der Stadt Maisí und zirka 1 km vom Stadtzentrum entfernt. Er liegt auf einer Höhe von 15 Metern über dem Meeresspiegel und hat eine ausgewiesene Start- und Landebahn „07/25“, die 850 Meter misst.

## Name
Der Flughafen trägt den Namen „Alfredo Noa Díaz“. Alfredo de Jesús Noa Díaz war Mitglied der Luftwaffe der Fuerzas Armadas Revolucionarias (kurz: „FAR“, spanisch für: „Revolutionäre Streitkräfte“) und starb am 18. April 1961 im Alter von 19 Jahren beim Angriff auf Playa Girón während der von den Vereinigten Staaten organisierten Invasion in der Schweinebucht.

## Geschichte
Punta de Maisí ist einer der am schwersten zugänglichen Orte in ganz Kuba. Für die Einwohner wurde daher ein Flugdienst eingerichtet, der sie dreimal wöchentlich mit der Stadt Baracoa verbindet. Dort finden sie alles für die alltägliche Versorgung. Insbesondere für die Gesundheitsversorgung ist diese Flugverbindung unerlässlich.
In nur 15 Minuten werden die zirka 70 km zurückgelegt, für die auf der Straße aufgrund der schroffen Geografie und der hiesigen Straßenverhältnisse sechs bis sieben Stunden erforderlich wären.
Einige Monate nach der Revolution besuchte Revolutionsführer Fidel Castro Punta de Maisí, um am Gedenken für gefallene Revolutionäre teilzunehmen. Bis dahin wurden die Flugdienste nur sporadisch von einem Privatflugzeug abgedeckt. Fidel Castro macht die Flugverbindung offiziell und eröffnet diese am 10. Juli 1970. Der Flugdienst erfolgt seither mit einer Antonow An-2.
Während der Sonderperiode in Friedenszeiten kam es zu einigen Einschränkungen auf der Linie, da es Probleme bei der Ersatzteil- und Kraftstoffbeschaffung gab. Mit der wirtschaftlichen Erholung wurde die Fluglinie jedoch wieder regelmäßig bedient.
Die Fluglinie wird fast vollständig vom kubanischen Staat subventioniert. Passagiere zahlen nur einen eher symbolischen Betrag.